# 原島宏治
原島 宏治（はらしま こうじ、1909年〈明治42年〉12月4日 - 1964年〈昭和39年〉12月9日）は、日本の政治家、宗教家。
東京都大田区議会議員（1期）、参議院議員（1期）、創価学会理事長（第3代）、公明党中央執行委員会委員長（初代）などを歴任した。

## 経歴

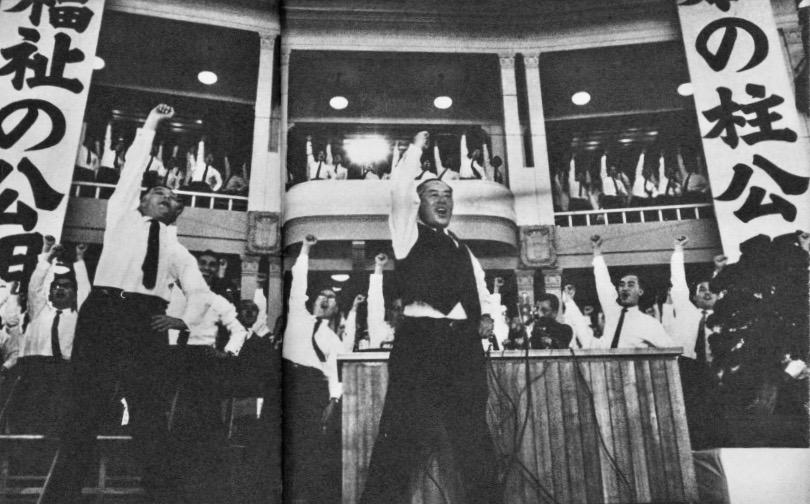
1964年11月17日、公明党の結成大会が開かれた。党中央執行委員長として鬨の声を上げる原島。

東京都西多摩郡奥多摩町生まれ。1929年（昭和4年）、東京府青山師範学校を卒業。
1940年（昭和15年）、創価教育学会（現：創価学会）に入会する。
1955年（昭和30年）、大田区議会議員選挙に立候補し、当選。
1956年（昭和31年）7月8日、第4回参議院議員通常選挙に立候補し、落選。
1959年（昭和34年）6月2日、第5回参議院議員通常選挙に立候補し、初当選。
1960年（昭和35年）5月3日、池田大作が創価学会第3代会長に就任。それと同時に原島は、小泉隆の後任として創価学会理事長（第3代）に就任。
1961年（昭和36年）、参議院議員と東京都議会議員が中心となり、公明政治連盟が結成され、公明政治連盟中央執行委員長に就任する。
1962年（昭和37年）7月1日、公明政治連盟幹事長に就任する。
1964年（昭和39年）11月17日、公明党の結成に参加し、公明党委員長（初代）に就任した。同年12月9日、自宅で急性心筋梗塞を起こして倒れ死去。55歳没。

## 人物・エピソード
- 1943年（昭和18年）、当時の創価教育学会幹部が投獄された際、原島のところにも刑事が来たが、その刑事を折伏したと言われている[2]。
- 池田大作の創価学会第3代会長就任を強力に後押しした[2]。
- 亡くなる1週間前、二男(次男)の原島嵩に対して「私は名誉もいらない。地位もいらない。ただ、願っていることはただ1つ、立派な日蓮正宗の1信徒でありたい」との言葉を残している[2]。
- 二男(次男)は元創価学会教学部長の原島嵩。嵩は後に名誉会長池田大作の指導方針への批判を強め、創価学会を脱会した。

## 役職歴

### 公明党
- 中央執行委員長（初代）

### 公明政治連盟
- 中央執行委員長（初代）

### 公明会（参議院会派）
- 幹事長